# دوري سان مارينو 2014–15
دوري سان مارينو 2014–15 (بالإيطالية: Campionato Dilettanti 2014-2015)‏ هو الموسم 30 من  دوري سان مارينو. أقيم خلال الفترة 13 سبتمبر 2014 وحتى 26 مايو 2015، والذي يشرف على تنظيمه اتحاد سان مارينو لكرة القدم، وكان عدد الأندية المشاركة فيه  15، وفاز فيه فولغوري فالتشانو.